# داني وايزمان
داني وايزمان (بالإنجليزية: Danny Wiseman)‏ هو لاعب البولنغ ‏ أمريكي، ولد في 24 سبتمبر 1967 في الولايات المتحدة.

## وصلات خارجية
- الموقع الرسمي